# Silene sefidiana
Silene sefidiana är en nejlikväxtart som först beskrevs av Carlos Pau, och fick sitt nu gällande namn av Werner Rodolfo Greuter och Burdet. Silene sefidiana ingår i släktet glimmar, och familjen nejlikväxter. Inga underarter finns listade i Catalogue of Life.